# Régis Genaux
Régis Genaux (* 31. August 1973 in Charleroi; † 8. November 2008 in Chaudfontaine) war ein belgischer Fußballspieler, der in seiner Karriere für Standard Lüttich, Coventry City und Udinese Calcio spielte. Nach dem Ende seiner Karriere als Aktiver trat er auch als Fußballtrainer in Erscheinung. Sein zehn Jahre jüngerer Bruder Terrence Genaux ist ebenfalls als Fußballspieler aktiv, konnte aber nie an die Erfolge des mehrfachen Internationalen anschließen.
Er, Philippe Léonard und Michaël Goossens wurden aufgrund ihres vielversprechenden Karrierestarts auch „die drei Musketiere“ von Standard Lüttich genannt. Von 1992 bis 2000 spielte der Abwehrspieler Genaux insgesamt 22 Mal für die Nationalmannschaft Belgiens. 2002 musste er seine aktive Karriere verletzungsbedingt beenden. Zuletzt arbeitete Genaux als Trainer für den belgischen Klub RFC Seraing, nachdem er zuvor als Jugendtrainer tätig war. Régis Genaux verstarb 2008 im Alter von 35 Jahren nach einer Lungenembolie. Er hinterließ eine Frau und zwei Kinder.